# 日本ロボット工業会
一般社団法人日本ロボット工業会（にほんロボットこうぎょうかい 略称: JARA 英語表記: Japan Robot Association）は、日本のロボット製造企業をおもに会員とする業界団体。

## 概要
ロボットとその関連製品の研究開発と普及促進を目的とする。

## 所在地
〒105-0011 東京都港区芝公園3-5-8 機械振興会館

## 沿革
- 1971年3月 - 任意団体「産業用ロボット懇談会」として設立
- 1972年10月 - 任意団体「日本産業用ロボット工業会」に改組
- 1973年10月 - 社団法人に改組
- 1994年6月 -「日本ロボット工業会」に改組
- 2012年4月 - 一般社団法人に移行

## 関連団体
- 日本産業機械工業会